# Fuerte Nuevo
El Fuerte Nuevo, también conocido como Fuerte de Torregamones o Fuerte Nuevo de Bozón, fue una construcción militar defensiva española, cuyos restos se encuentran en el municipio de Torregamones.
Fue construida a mediados del siglo XVII, sobre un afloramiento granítico que domina el Duero y sus arribes desde la margen española de este río en su tramo internacional, justo frente a la localidad portuguesa de Miranda de Duero. Posee una característica planta triangular que recientemente ha sido restaurada, con la finalidad de potenciar el atractivo turístico del parque natural de Arribes del Duero.

## Origen
La guerra con Portugal en 1640 (Guerra de Restauración portuguesa) y la situación fronteriza de la provincia de Zamora con el vecino Reino, propició los cambios en las defensas de la ciudad de Zamora, de la villa de Puebla de Sanabria y la construcción del “Fuerte Nuevo” de Torregamones, de “El Fuerte” de Carbajales de Alba y del “Fuerte de San Carlos” de Puebla de Sanabria.

## Actualidad
Actualmente se ha querido salvarla de su abandono y ruina. Este tipo de construcción militar, herederos y ejemplo de las impresionantes obras llevadas a cabo por ingenieros militares españoles y franceses, que fueron capaces de dejar su huella de forma rotunda. En este sentido, se han llevado a cabo trabajos de recuperación en el “Fuerte Nuevo” de Torregamones, “El Fuerte” de Carbajales de Alba y del “Fuerte de San Carlos” de Puebla de Sanabria, partiendo de la realización de excavaciones arqueológicas que han permitido su recuperación y redescubrimiento.